# جمهورية فلوريداس
كانت جمهورية فلوريداس، التي تسمى أيضًا جمهورية فلوريدا، محاولة قصيرة الأجل، من يونيو إلى ديسمبر 1817، لتأسيس فلوريدا مستقلة (التي كانت حينها إقليم إسباني). (يشير الجمع «فلوريداس» إلى مقاطعتين منفصلتين في شرق فلوريدا وغرب فلوريدا.) لقد قادها غريغور ماكغريغور، مغامر عسكري اسكتلندي، بتكليف من سيمون بوليفار، الذي قاد ثورات المستعمرات الإسبانية في أمريكا، للاستيلاء على فلوريدا من إسبانيا. انضم إليه مغامر آخر وجندي ثروة فرنسي هو لويس ميشيل أوري، واسكتلندي آخر هو ريتشارد أمبريستر، الذي أثار إعدامه من قبل الجنرال أندرو جاكسون بعد ذلك بوقت قصير حادثة دولية. غزا ماكغريغور جزيرة أميليا، التي كانت الإقليم الوحيد الذي تألفت منه البلاد.
في 9 ديسمبر 1817، «السنة الأولى لاستقلال فلوريداس»، طُبِع في فرناندينا تقرير اللجنة المعيّن لتأطير خطة الحكومة المؤقتة لجمهورية فلوريداس. أعيد طبعه بشكل خاص في عام 1942 تحت عنوان جمهورية فلوريدا: دستور وإطار الحكومة صاغته لجنة عينتها جمعية النواب، وقدم في فرناندينا، 9 ديسمبر 1817.
إيمانًا منه بأن احتلال جزيرة أميليا من قبل الرجال المعنيين يعني «أنها ستستخدم كقاعدة لتهريب العبيد والبضائع الأخرى إلى الولايات المتحدة»، وأنها ستكون منطقة تجنب الرسوم الجمركية التي كانت مصدر الدخل الرئيسي للحكومة الفيدرالية، فقد أمر الرئيس جيمس مونرو البحرية الأمريكية بوضع حد لها. استولت البحرية الأمريكية - جون آدامز، وساراناك، والزورق الحربي رقم 168 - على الجزيرة في ديسمبر، وسلم الرئيس مونرو إلى الكونغرس في 13 يناير 1818، رسالةً من رئيس الولايات المتحدة، نقل معلومات عن استيلاء قوات الولايات المتحدة على جزيرة أميليا في شرق فلوريدا. تقول الجملة الأولى: «يسرني أن أبلغ الكونغرس، بأن المؤسسة في جزيرة أميليا قد تم قمعها، وبدون إراقة دم».:3 تضمنت رسالة مونرو «الأوراق التي تشرح هذه الصفقة»: رسائل غراهام وكراونشيلد التي تم الاستشهاد بها للتو، ورسائل أوري، ووثائق أخرى من السجلات الفيدرالية.